# Akta weryfikacyjne
Akta weryfikacyjne – Akta powstające w wyniku urzędowego sprawdzenia przeprowadzanego w każdym przypadku, gdy przepisy prawa celnego lub podatkowego w zakresie podatku akcyzowego uzależniają wydanie określonej decyzji od stwierdzenia możliwości sprawowania dozoru celnego lub zapewnienia właściwej kontroli (urzędowe sprawdzenie dotyczy np. osoby ubiegającej się o udzielenie zezwolenia na prowadzenie składu podatkowego).
Akta weryfikacyjne obejmują protokół z urzędowego sprawdzenia, zgłoszenie oraz dokumentację dotyczącą działalności podlegającej urzędowemu sprawdzeniu. Podlegają one zatwierdzeniu przez właściwy organ Służby Celnej.
Akta sporządzane są w dwóch egzemplarzach i przechowywane są przez podmiot podlegający urzędowemu sprawdzeniu oraz właściwego naczelnika urzędu celnego.
Do elementów wchodzących w skład akt weryfikacyjnych należy zaliczyć w szczególności:
- szkic sytuacyjny miejsca produkcji;
- skrócony opis pomieszczeń oraz wykaz zawierający nazwy i numerację znajdujących się w tych pomieszczeniach urządzeń, aparatów, a dla zbiorników, pojemników i naczyń – ich pojemność;
- wykaz zawierający numerację i nazwy przyrządów pomiarowych z podaniem ich przeznaczenia i zakresu użytkowania;
- opis procesu technologicznego produkcji;
- opis postępowania technicznego produkcji;
- instrukcje wewnętrznego obiegu dokumentacji produkcyjnej i magazynowej, również dotyczące przeprowadzania inwentaryzacji;
- wykaz obejmujący imiona, nazwiska oraz stanowiska upoważnionych przez podmiot osób odpowiedzialnych za wykonywanie powierzonych im obowiązków w zakresie objętym kontrolą;
- dokumenty wymagane na podstawie przepisów odrębnych związane z działalnością gospodarczą podlegającą kontroli, w szczególności koncesję, zezwolenia, zaświadczenia o dokonaniu wpisu do rejestru działalności regulowanej, aktualny odpis z rejestru przedsiębiorców w Krajowym Rejestrze Sądowym albo aktualne zaświadczenie o wpisie do ewidencji działalności gospodarczej.